# Lorenzo Leonbruno
Lorenzo Leonbruno (Mantoue, 1489-1537) est un architecte, un ingénieur et un peintre italien de la Renaissance qui a été actif dans sa ville natale au début du XVIe siècle.

## Biographie
Leonbruno Lorenzo a été l'élève de Andrea Mantegna et collaborateur de Lorenzo Costa.
À Mantoue il rencontra Le Corrège et Dosso Dossi.
En 1504, il se rendit auprès du Pérugin.
En 1511, il a reçu une bourse du duc François IV de Mantoue et, en 1521, il a séjourné brièvement à Rome. À son retour, il exécuta pour Isabelle d'Este les fresques ornées de grotesques, de bustes antiquisants, de figures allégoriques et de scènes de chasse du plafond et des lunettes de la Camera della Scalcheria dans ses appartements de Corte Vecchia dans le Château Saint-Georges.
En 1524, il est supplanté par Giulio Romano à la cour de Mantoue.
Celui-ci termina la décoration du palais ducal de Marmirolo.
Lorenzo Leonbruno fut contraint de quitter Mantoue et se rendit à Milan où il travailla comme architecte et ingénieur auprès du duc de Milan François II Sforza (1531).

## Œuvres
- Le Jugement de Midas.
- Flagellation du Christ.
- Le Mariage mystique de sainte Catherine,
- Nymphe dormant, huile sur bois 39,5 cm × 30 cm, Galerie des Offices, Florence.
- Adoration des bergers, huile sur bois, Museum of Western Art, Tokyo.
- Adoration des bergers, huile sur bois, Art Museum, Worcester (Massachusetts).
- Allégorie de la chance, pinacothèque de Brera, Milan.
- La Calomnie d'Apelle, pinacothèque de Brera, Milan.
- Apollo et Pan, musée de Berlin.
- Saint Jérôme, collection privée, Rome.
- Pietà, collection privée, Rome.
- Lunettes de l'église de Santa Maria del Gradaro, Mantoue.
- Fresques, salle della Scalcheria, palais ducal et du palais de san Sebastiano, Mantoue.
- Jugement de Marsyas.

## Source de la traduction
- (en) Cet article est partiellement ou en totalité issu de l’article de Wikipédia en anglais intitulé « Lorenzo Leonbruno » (voir la liste des auteurs).